# Костромикін Максим Олександрович
Максим Олександрович Костромикін (нар.. 14 січня 1980 року, Семипалатинськ, Казахська РСР, СРСР) — російський актор театру і кіно.

## Біографія
Максим Костромикін народився 14 січня 1980 року в Семипалатинську (зараз — Сімей), Казахської РСР . Мама працювала інженером з техніки безпеки в автоколонні, батько був далекобійником. Під час навчання у школі відвідував драмгуртки. Після закінчення школи, в 1997 році, навчався і жив у Калінінграді, за першою освітою — економіст.
У 2002 році поїхав до Москви і вступив до ВДІКу на курс Ігоря Ясуловича.
У 2006 році, закінчивши виш, влаштувався до театру ім. Станіславського, де працював до 2012 року. З 2007 по 2014 рік працював у Московському ТЮГу.

## Творчість
Дебют Максима у кіно відбувся у 2003 році у серіалі «Моя рідня», де він зіграв дилера. У 2004 році зіграв епізодичні ролі у фільмах «Бальзаківський вік, або всі мужики сво. . .» і «Чотири таксиста та собака».
З 2016 року знімався в телесеріалі «Ольга» у ролі Грицька.
У 2017 році був номінований на премію «Асоціації продюсерів кіно та телебачення» у номінації «Найкращий актор другого плану в телевізійному фільмі/серіалі» за роль Гриші Юсупова у серіалі «Ольга».

### Фільмографія
| Рік         | Назва                                       | Роль                               |
| ----------- | ------------------------------------------- | ---------------------------------- |
| 2003        | «Моя рідня»                                 | дилер                              |
| 2004        | «Бальзаківський вік, або Всі чоловіки сво…» | комп'ютерник Антон                 |
| 2004        | «Чотири таксисти та собака»                 | епізод                             |
| 2006        | «Лікарська таємниця»                        | Федор                              |
| 2007        | «Ванечка»                                   | епізод                             |
| 2007        | «Королі гри»                                | тусовщик                           |
| 2007        | «Школа № 1»                                 | Жека                               |
| 2008        | «Літаючий Монахов»                          | «Монахов»                          |
| 2008        | «Король, Жінка, Валет»                      | Сергій/Валет                       |
| 2008        | «Хитрівка»                                  | основний статевий                  |
| 2008        | «Всі помруть, а я залишусь»                 | Саша                               |
| 2009        | «Наречена за всяку ціну»                    | Кісток                             |
| 2009        | «Ласкавий травень»                          | Максим, друг Андрія Разіна         |
| 2009        | «Будинок на Озерній»                        | " скінхед "                        |
| 2009        | «9 травня. Особисте ставлення-2009»         | читає новелу «Всі пішли на фронт»  |
| 2010        | «Брестська фортеця»                         | Микола                             |
| 2010        | «Столична історія»                          | «музикант»                         |
| 2010        | «Воко за око»                               | Кімка Макушонок                    |
| 2010        | «Втеча»                                     | співслуживець Чернова              |
| 2010        | «Кохання та інші дурниці»                   | Микита                             |
| 2010        | «Універ»                                    | бомж                               |
| 2011        | «Була тобі кохана»                          | Льошка Хомутов                     |
| 2011        | «Мій хлопець — янгол»                       | фельдшер                           |
| 2011        | «Фортеця»                                   | Микола                             |
| 2011        | «Дільничний»                                | епізод                             |
| 2011        | «Москва. Три вокзали 3»                     | епізод                             |
| 2011        | «Дикий-2»                                   | водій                              |
| 2012        | «Профіль вбивці»                            | епізод                             |
| 2012        | «Зайцев+1»                                  | фанат Титомира                     |
| 2012        | «Важняк»                                    | костюмер                           |
| 2012        | «Топтуни»                                   | Олег Бойовець                      |
| 2012        | «Пристрасті по Чапаю»                       | Зарубін                            |
| 2012        | «Цікава Варвара»                            | Євген Прудніков                    |
| 2012        | «Грач»                                      | Віктор                             |
| 2012        | «Осінній лист»                              | епізод                             |
| 2012        | «Зворотний бік Місяця»                      | Геннадій                           |
| 2013        | «Друге повстання Спартака»                  | «Мийка»                            |
| 2013        | «Ялинки 3»                                  | Міша Колесников, поліцейський      |
| 2013        | «Старий новий будинок»                      | Жора                               |
| 2013        | «Третя світова»                             | Федор, чоловік Раїси               |
| 2013        | «Деффчонки»                                 | Карл                               |
| 2014        | «Ведмежа хватка»                            | «співробітник поліції»             |
| 2014        | «Стурбована ділянка 2»                      | Владислав, продавець фільтрів води |
| 2014        | «Чорнобиль. Зона відчуження»                | Василь, механік                    |
| 2014        | «Практика»                                  | Василь Ликов                       |
| 2014        | «72 години»                                 | Притулку                           |
| 2014        | «Ялинки 1914»                               | епізод                             |
| 2015        | «Ч/Б»                                       | Стас, націоналіст                  |
| 2015        | «Принцип Таліона»                           | « слідчий»                         |
| 2015        | «Метод»                                     | Жорик Андрійович у молодості       |
| 2015        | «Психи»                                     | епізод                             |
| 2015        | «Стурбовані, або Любов зла»                 | Андрій (Медуза)                    |
| 2016        | «Поліцейський з Рубльовки»                  | Костянтин                          |
| 2016 — 2020 | «Ольга»                                     | Гриша Юсупов                       |
| 2017        | «Великі гроші»                              | Рябов                              |
| 2017        | «ЗКД: Закон кам'яних джунглів»              | Андрій                             |
| 2017        | «Ви всі мене дратуєте»                      | Олексій, автомеханік               |
| 2017        | «Отчий берег»                               | лейтенант                          |
| 2018        | «Жовте око тигра»                           | Григорій Васильєв (Волошка)        |
| 2018        | «Практика. Другий сезон»                    | Василь Ликов                       |
| 2018        | «Триггер»                                   | Семенг Покровський, боксер         |
| 2018        | «Рік свині»                                 | Андрій, лікар швидкої              |
| 2019        | «Толя-робот»                                | следчий                            |
| 2019        | «Тінь за спиною»                            | «Варений»                          |
| 2020        | «Погнали»                                   | Гоша, підлеглий Федора Михайловича |
| 2020        | «Перевал Дятлова»                           | Юрій Юхим Юдін, учасник походу     |
| 2021        | «Курорт кольору хакі»                       | Вирин, майор                       |
| 2021        | «Аль-капотня»                               | майор Павло Кірсанов               |
| 2021        | «Виправні роботи»                           | Макс                               |

### Театральні роботи
- «Чотиронога ворона» — киргиз[7]
- «No Name»[8]
- «Пітер Пен»[9]
- «Царівна-жаба» — Іванка
- «Куба — кохання моє» — Хлопчик
- «Зелена пташка» — Дзанні, слуга просценіуму[10]
- «Щасливий принц»
- «Гроза» — мешканець будинку Кабанової[11]
- «Холодна осінь»
- «Вовк і семеро козенят» — козеня[12]
- «Два клени» — Іванушка-Богатир[13]
- «Одруження» — Подколесін .

## Особисте життя
Колишня дружина — Олександра Нестерова, працює в турфірмі. Дочка (нар. 2007).
Живе у цивільному шлюбі з Анастасією Красиковою (нар. 1999) з 2019.